# Tufts Medical Center (MBTA-Station)
Tufts Medical Center (ehem. New England Medical Center) ist der Name einer U-Bahn-Station der Massachusetts Bay Transportation Authority (MBTA) in Boston im Bundesstaat Massachusetts der Vereinigten Staaten. Sie bietet Zugang zur U-Bahn-Linie Orange Line sowie zur Buslinie Silver Line. Die Station wurde nach dem Tufts Medical Center benannt, neben dem sie sich befindet.

## Geschichte
Der unterirdische Raum wurde bereits im Jahr 1968 im Zuge der Fertigstellung des South Cove Tunnels angelegt und war ursprünglich dafür vorgesehen, eine Station nach der geplanten Verlegung der Washington Street Elevated (aufgrund der vorgesehenen Errichtung der Interstate 695) aufzunehmen. Tatsächlich wurde die I-695 jedoch nie gebaut, die Washington Street Elevated blieb weiter in Betrieb und der Raum ungenutzt. Erst im Rahmen der Verlegung der Orange Line in den Southwest Corridor wurde die Station New England Medical Center gemeinsam mit acht weiteren Neubauten am 4. Mai 1987 eröffnet. Am 20. Juli 2002 wurde die Station an das Netz der Silver Line 5 angebunden, und am 15. Oktober 2009 folgte die Anbindung an die Silver Line 4. Am 19. März 2010 wurde die Station aufgrund der Umbenennung des New England Medical Center ebenfalls in Tufts Medical Center umbenannt.

## Bahnanlagen

### Gleis-, Signal- und Sicherungsanlagen
Der U-Bahnhof verfügt über insgesamt zwei Gleise, die über zwei Seitenbahnsteige zugänglich sind.

### Gebäude
Der U-Bahnhof befindet sich zwischen der Kneeland Street in Chinatown und dem Massachusetts Turnpike unterhalb eines Gebäudeflügels des namengebenden Tufts Medical Center, der an dieser Stelle die Washington Street überspannt. Das Gebäude ist vollständig barrierefrei zugänglich.
Im Rahmen des Arts-on-the-Line-Projektes der MBTA wurde in der Station das mehrteilige Kunstwerk „Caravan“ von Richard Gubernick installiert. Es besteht aus vier abstrakten Aluminium-Reliefs, die an den Wänden der Rolltreppen angebracht sind. Außerhalb der Station befinden sich darüber hinaus zwei Granit-Säulen („Mr. Yee is in the Garden“ von Maria Gordett und „The Great World Transformed“ von Gish Jen) mit eingravierten Texten.

## Umfeld
An der Station besteht eine Anbindung an zwei Buslinien sowie zu den Silver Line-Linien 4 und 5 der MBTA.